# Wakefield (Michigan)
Wakefield, è un comune degli Stati Uniti d'America, situato nello Stato del Michigan, nella contea di Gogebic.